# Yirmisekizzade Mehmed Saïd Pacha

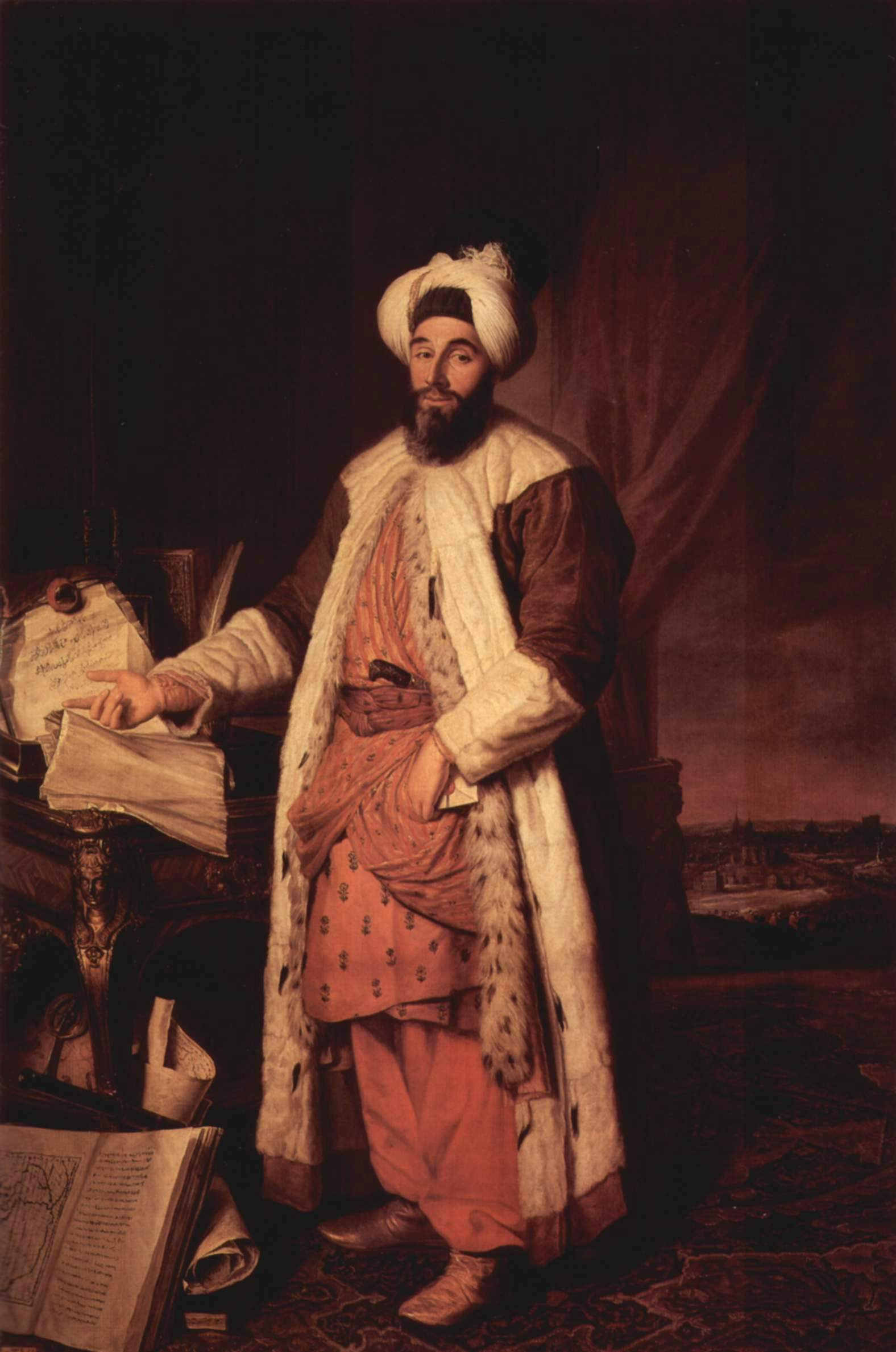
Portrait de Mehmed Saïd fait à Paris par Joseph Aved, 1742.

Yirmisekizzade Mehmed Saïd Pacha est un diplomate et grand vizir de l'Empire ottoman, mort en octobre 1761. Pacha est un titre de fonction.

## Carrière
Mehmed Saïd, d'origine géorgienne par son père, est le fils du diplomate Yirmisekiz Mehmed Efendi qu'il accompagne comme secrétaire dans son ambassade en France en 1720-1721. Il passe pour un grand admirateur de la culture et du mode de vie des Français dont il parle la langue couramment. Il est lui-même envoyé comme ambassadeur en Suède et en Pologne en 1733. Son prédécesseur en Suède, Mustapha Aga (en), avait été envoyé pour tenter de recouvrer les dettes contractées par Charles XII de Suède pendant son exil en terre ottomane. En 1734, la diète de Suède accepte de reconnaître les dettes de Charles XII en échange d'un traité de commerce avec la Sublime Porte qui sera signé le 10 janvier 1737 à Constantinople, la Suède, pour solde de la dette, offrant aux Ottomans un vaisseau de 70 canons et 30 000 fusils.
Mehmed Saïd exerce ensuite les fonctions de beylerbey de Roumélie avant d'être envoyé à Paris en 1742. Il laisse un récit d'ambassade (Sefâretnâme) moins célèbre que celui rédigé par  son père.
Du 25 octobre 1755 au 1er avril 1756, il exerce les fonctions de grand vizir. Il meurt en octobre 1761.

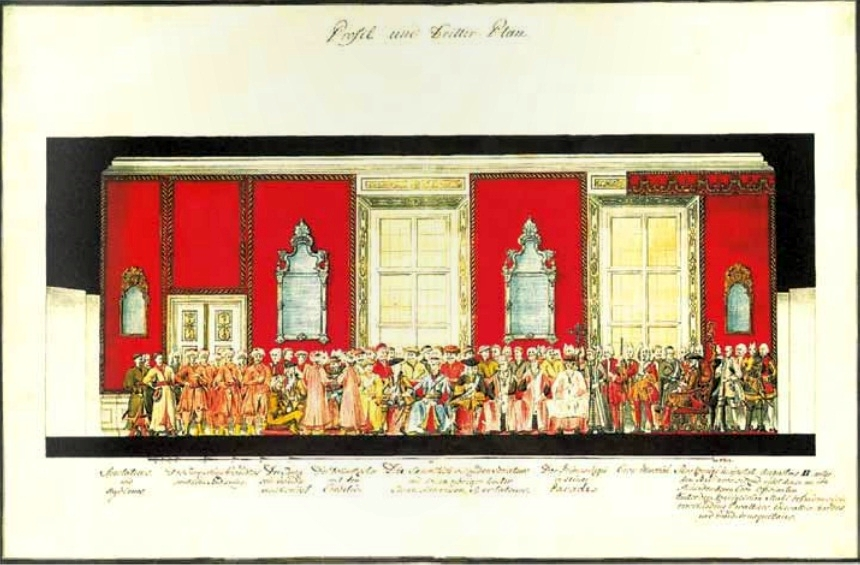
Réception de l'ambassade de Mehmed Saïd à Varsovie en 1731, esquisse de.

## Rôle culturel

### Musique
Pendant son séjour à Paris, Mehmed Saïd tient une place de choix dans la vie culturelle. Le musicien Michel Corrette lui dédie un Concerto turc joué le 29 janvier 1742 à la Comédie italienne en présence de l'ambassadeur,. On exécute en son honneur un « Divertissement, dédié à Son Excellence Saïd Mehemet, Pacha » incluant une Marche turque composée par Alexandre de Villeneuve (1677-1756.). Ce goût des musiques à tonalité orientale (alla turca) se retrouve à la même époque sur les scènes de Vienne.

### Conversation
Montesquieu, dans ses Pensées inédites de son vivant, cite un propos que lui avait tenu Mehmed Saïd pendant son séjour à Paris :
« J’ai entendu dire une bonne chose a l’ambassadeur turc le 18 fevrier 1742. Je luy disois ches Locmaria ou nous dinions que je trouvois contraire aux maximes d’un bon gouvernement que le grand sïgneur fit etrangler ses bachas a sa fantaisie il les fait etrangler dit il sans en dire la raison pour ne pas révéler ou faire connoitre les deffauts de son serviteur que dites vous des hommes, qui dorent même la statue de la tyrannie. »